# Route nationale 24bis
La route nationale 24bis (RN 24bis o N 24bis) è stata una strada nazionale lunga 207 km che partiva da Verneuil-sur-Avre e terminava a Granville. Creata nel 1839, a seguito della riforma del 1972 venne in parte riassegnata alla N26 (fino ad Argentan) ed in parte declassata a strada dipartimentale.

## Percorso
Aveva inizio dalla N12 presso Verneuil-sur-Avre: oggi ha il nome di D926. Conduceva ad est passando per L'Aigle e molti paesi di ridotte dimensioni fino ad Argentan. Proseguiva nella stessa direzione giungendo a Flers e Vire, con la denominazione odierna di D924 nell’Orne e D524 nel Calvados, quindi di nuovo D924 nel dipartimento della Manica, nel quale raggiungeva Villedieu-les-Poêles e Granville, città d’arrivo della strada nazionale.